# Kylie Bivens
Kylie Elizabeth Bivens (* 24. Oktober 1978 in Upland, Kalifornien) ist eine ehemalige US-amerikanische Fußballspielerin.

## Karriere

### College
Während ihrer Studienzeit an der Santa Clara University im Bundesstaat Kalifornien gehörte sie auch dem Sport-Team der Bildungseinrichtung, den Broncos an, für welche sie von 1996 bis 1999 spielte.

### Vereine
Vor ihrer Zeit in der WUSA, spielte sie für California Storm. Zur Spielzeit 2001 wurde sie vom WUSA-Franchise Atlanta Beat gedraftet und spielte für diese auch bis zum Ende des Franchise nach der Spielzeit 2003 aktiv durch. Am Ende kam sie auf 55 gespielte Partien und vier erzielte Tore.

### Nationalmannschaft
In der US-amerikanischen Nationalmannschaft hatte sie ab dem Jahr 2002 erste Einsätze und wurde dann auch für den Kader der Weltmeisterschaft 2003 nominiert. Hier kam sie bis auf das erste Gruppenspiel in allen Partien zum Einsatz und gewann mit ihrer Mannschaft hier am Ende das Spiel um den dritten Platz.